# Hofberg (Feldkirchen-Westerham)

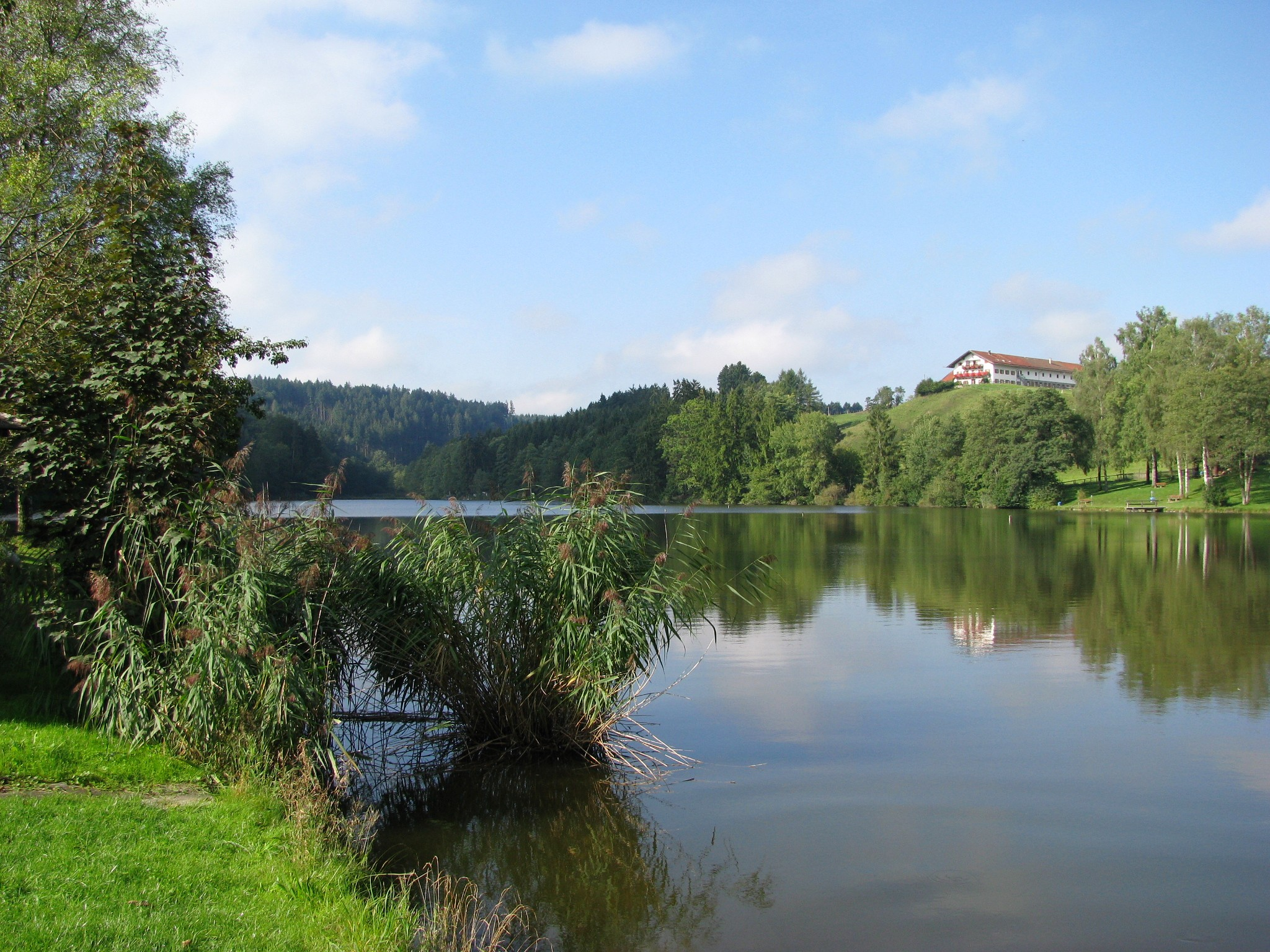
Hofberg über dem Lauser Weiher

Hofberg ist ein Ortsteil der Gemeinde Feldkirchen-Westerham. Die Einöde liegt auf einer Höhe von 590 m ü. NN westlich des Lauser Weihers und hat fünf Einwohner (Stand 31. Dezember 2004). 
Bereits 1752 ist ein Anwesen dieses Namens nachgewiesen. Bis 1978 gehörte Hofberg zur früheren Gemeinde Höhenrain.
Koordinaten: 47° 56′ N, 11° 51′ O